# Simon Antoine Jean L’Huillier

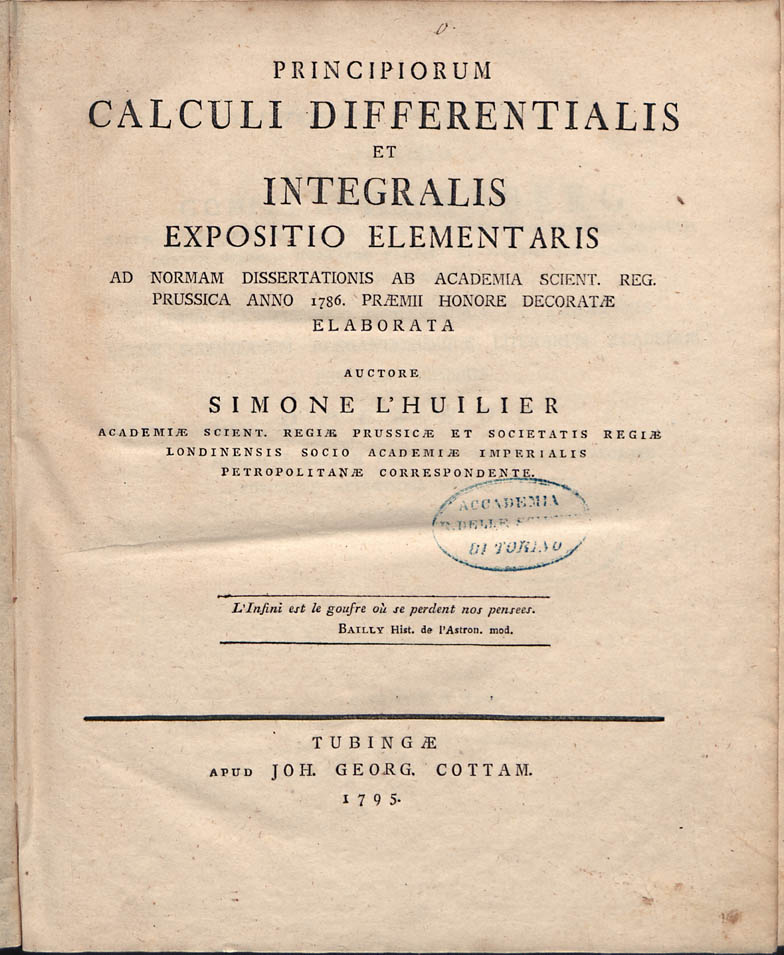
Principiorum calculi differentialis et integralis expositio elementaris, 1795

Simon Antoine Jean L’Huillier; nazwisko zapisywane też w postaci: L’Huilier, Lhuilier, Lhuillier; (ur. 24 kwietnia 1750 w Genewie, zm. 28 marca 1840, tamże) – szwajcarski matematyk wywodzący się z francuskich hugenotów. Był członkiem polskiego Towarzystwa do Ksiąg Elementarnych.

## Życiorys
Syn Laurenta i Suzanne Constance Matte. Choć był przeznaczony przez rodziców na pastora i ukończył w 1766 Akademię Genewską dużo bardziej pasjonowała go matematyka i została nauczycielem matematyki. W 1777 roku wygra konkurs rozpisany przez Komisję Edukacji Narodowej na napisanie podręcznika do matematyki. W tym samym roku jako nauczyciela matematyki i fizyki dla młodego Adama Jerzego Czartoryskiego zatrudnił go książę Adam Kazimierz Czartoryski. Na dworze Czartoryskich w Puławach pracował też jako bibliotekarz oraz nauczał młodsze dzieci księcia: Marię Wirtemberską i Konstantego Czartoryskiego. W tym czasie pośredniczył w kontaktach między parafią ewangelicko-reformowaną w Warszawie a kościołem kalwińskim w Genewie.
W 1788 opuścił służbę u Czartoryskich i powrócił do Genewy. W 1791 został nauczycielem księcia Henryka Lubomirskiego i znów przebywał w Polsce. Do Genewy powrócił na stałe w 1793, gdzie w 1795 został profesorem Akademii Genewskiej, której ostatnim rektorem został w 1798.  Po reorganizacji uczelni w 1800 roku nauczał tam matematyki aż przejścia na emeryturę w 1823 roku. Jego uczniem był Jaques Charles Francois Sturm. Do końca życia korespondował z rodziną Czartoryskich.
Jego prace dotyczyły analizy matematycznej i topologii. Szczególnie zasłużył się uogólnieniem wzoru Eulera dotyczącego grafów planarnych.